# ميشيل ألفيس
ميشيل كريستين دا سيلفا ألفيس (بالبرتغالية: Michelle Alves‏) (مواليد 19 سبتمبر 1978) عارضة أزياء برازيلية.

## روابط خارجية
- الموقع الرسمي
- ميشيل ألفيس على موقع IMDb (الإنجليزية)
- ميشيل ألفيس على موقع قاعدة بيانات الفيلم (الإنجليزية)
- ميشيل ألفيس على موقع دليل عارضات الأزياء (الإنجليزية)
- Theodora & Callum Interview with Michelle Alves